# Karmutzen Mountain
Der Karmutzen Mountain ist ein 1433 m hoher Berg in der kanadischen Provinz British Columbia. Er liegt am westlichen Ufer des Nimpkish Lake, rund 30 Kilometer südöstlich von Port McNeill auf Vancouver Island. Der Berg liegt im Nimpkish Lake Provincial Park und gehört zur Karmutzen Range der Vancouver Island Ranges.
Der Name des Bergs bedeutet in Kwakwaka'wakw, der Sprache der ansässigen First Nation, Wasserfall.